# Dorcen
Dorcen war eine Automarke aus der Volksrepublik China. Im Jahr 2021 meldete die Marke Insolvenz an und wurde im Jahr 2023 in Docan umbenannt.

## Markengeschichte
Dorcen Automobile Group aus Changzhou verwendete diese Marke. Ab 2018 wurden Automobile verkauft. Eine weitere Marke dieses Herstellers war Qiling für Nutzfahrzeuge. Eine Quelle gibt an, dass der Sohn eines ehemaligen Vorsitzenden von Zotye International der Gründer gewesen sein soll. In Europa wurden Modelle der Marke seit 2020 als Elaris vermarktet. 2021 wurden neue Investoren hinzugenommen, in den Werken werden auch für andere Fahrzeughersteller Fahrzeuge gefertigt.
Die zwei Produktionsstätten des Unternehmens wurden 2021 von den beiden Autoherstellern Niutron und BYD übernommen, während Dorcen Insolvenz anmeldete. 2023 nahm Dorcen den Betrieb des Werks in Changzhou wieder auf, um dort für Niutron zu produzieren. Außerdem änderte das Unternehmen seinen Namen zu Docan, während der chinesische Name 大乘 (Dorcen) nicht geändert wurde.

## Fahrzeuge
Das erste Modell war der Dorcen G70S. Er basierte auf dem Zotye Damai X5 und wurde von Oktober 2018 bis Mai 2019 verkauft.
Der Dorcen G60 erschien im Mai 2019. Er basiert auf der Plattform des Zotye Damai X5. In Europa wird er als Elaris Leo vermarktet.
Daneben ist der Dorcen E20 überliefert. Dies ist ein Kleinstwagen etwa in der Größe des Smart Fortwo. Ein Elektromotor treibt das Fahrzeug an. Der Verkauf in Europa erfolgt als Elaris Finn.
Neben diesen beiden Modellen werden in Europa auch noch der Kleinstwagen Elaris Pio auf Basis des D2 der Marke Zhidou und das SUV Elaris Beo auf Basis des EV6 der Marke Skyworth angeboten.

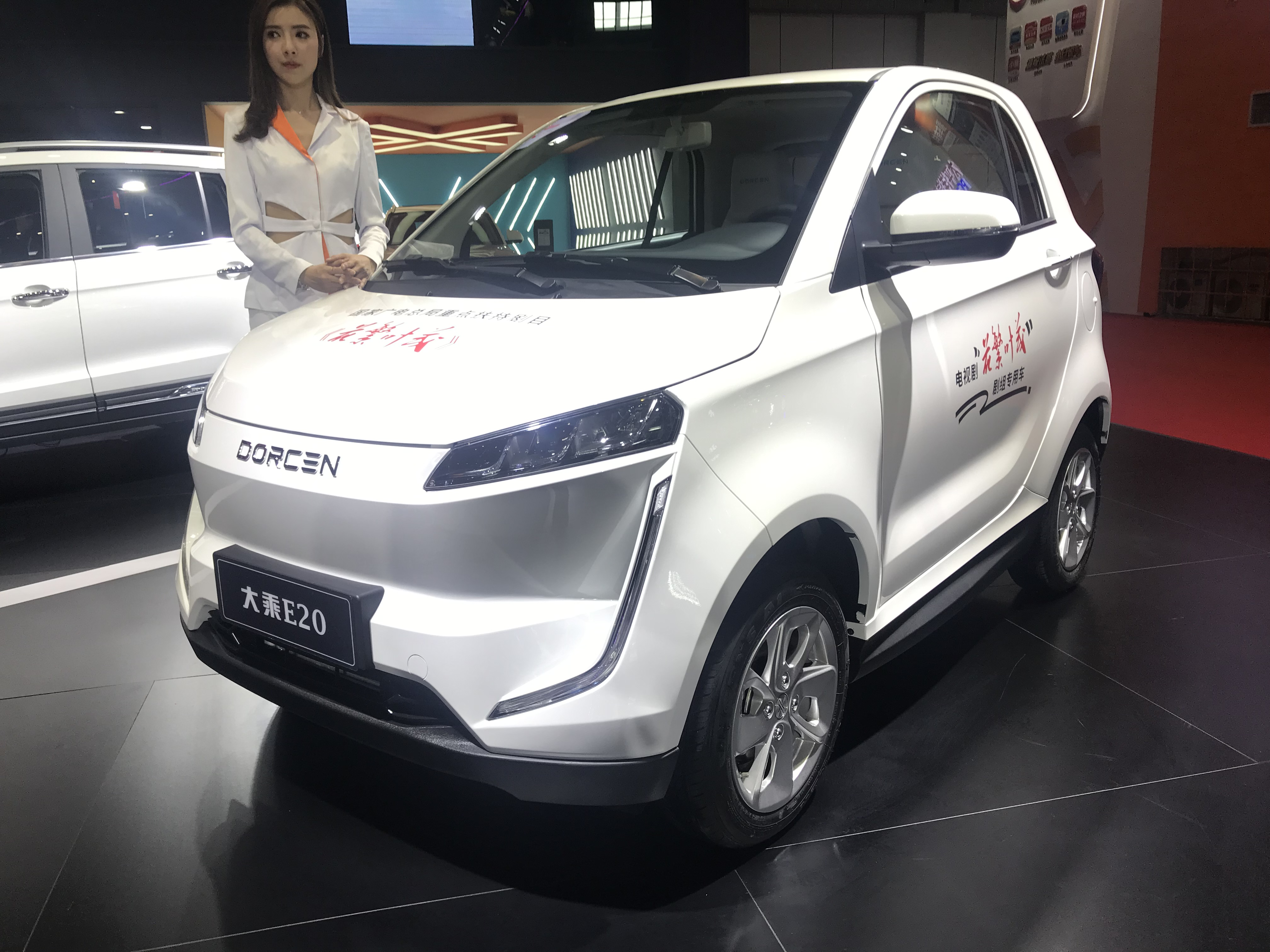
Dorcen E20
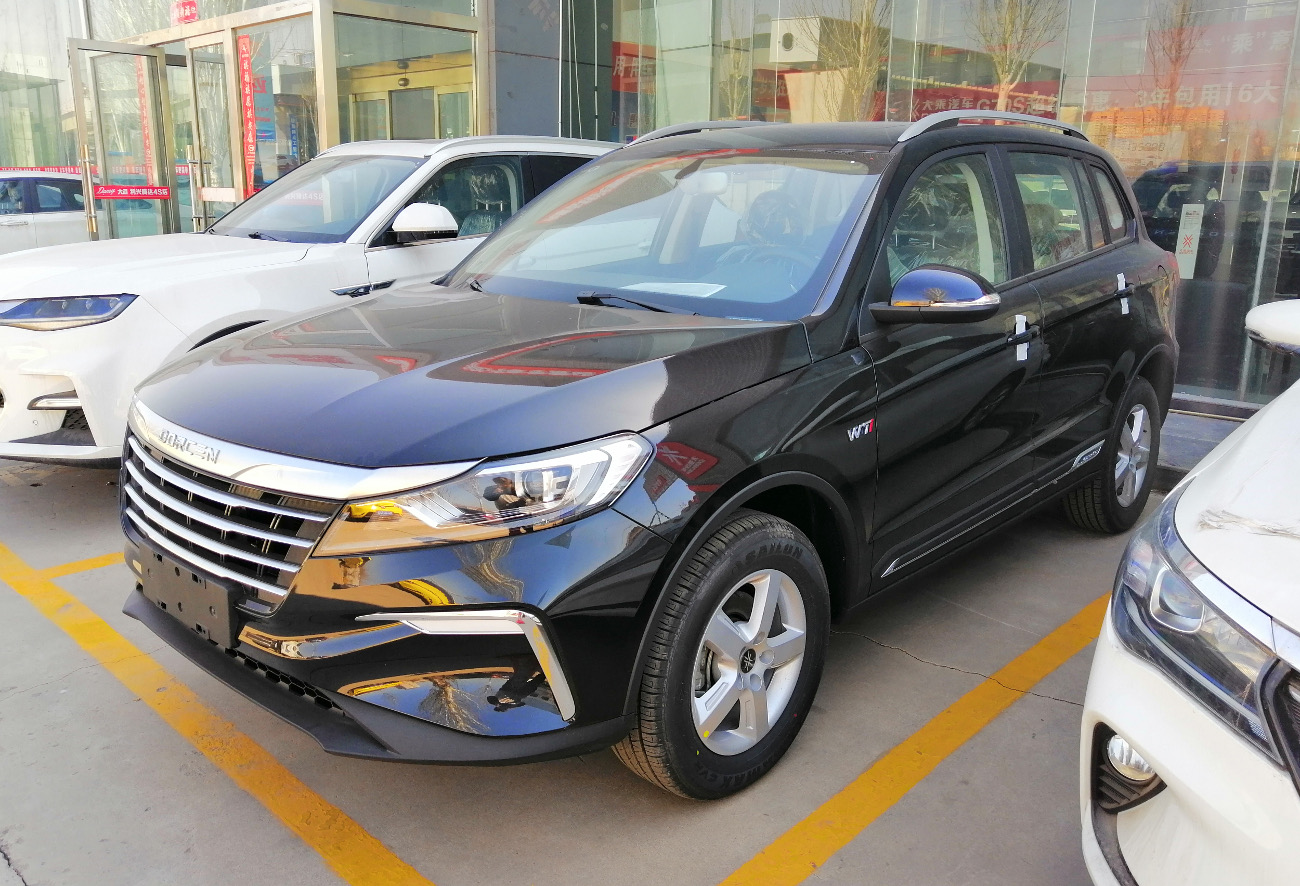
Dorcen G60
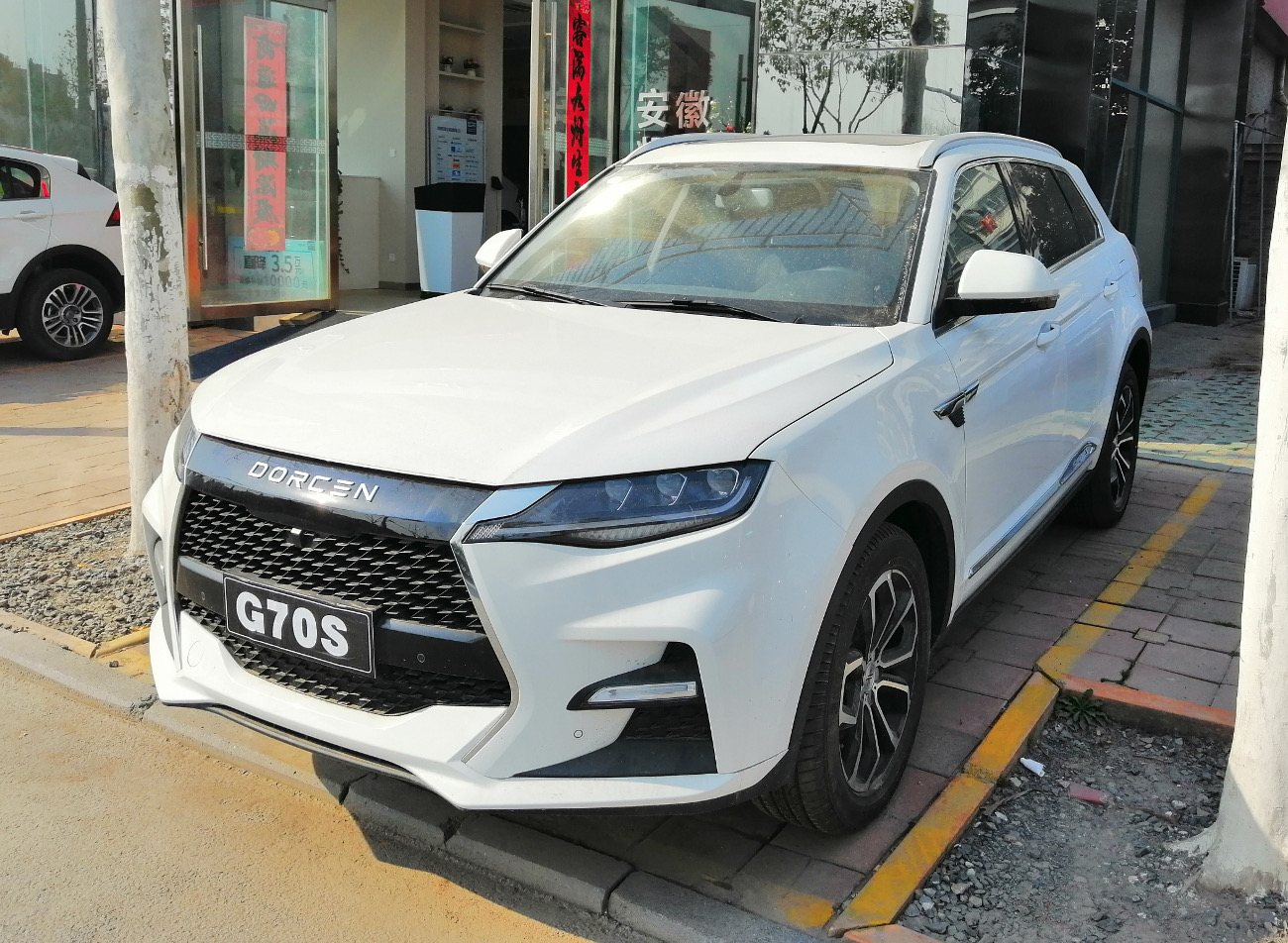
Dorcen G70S
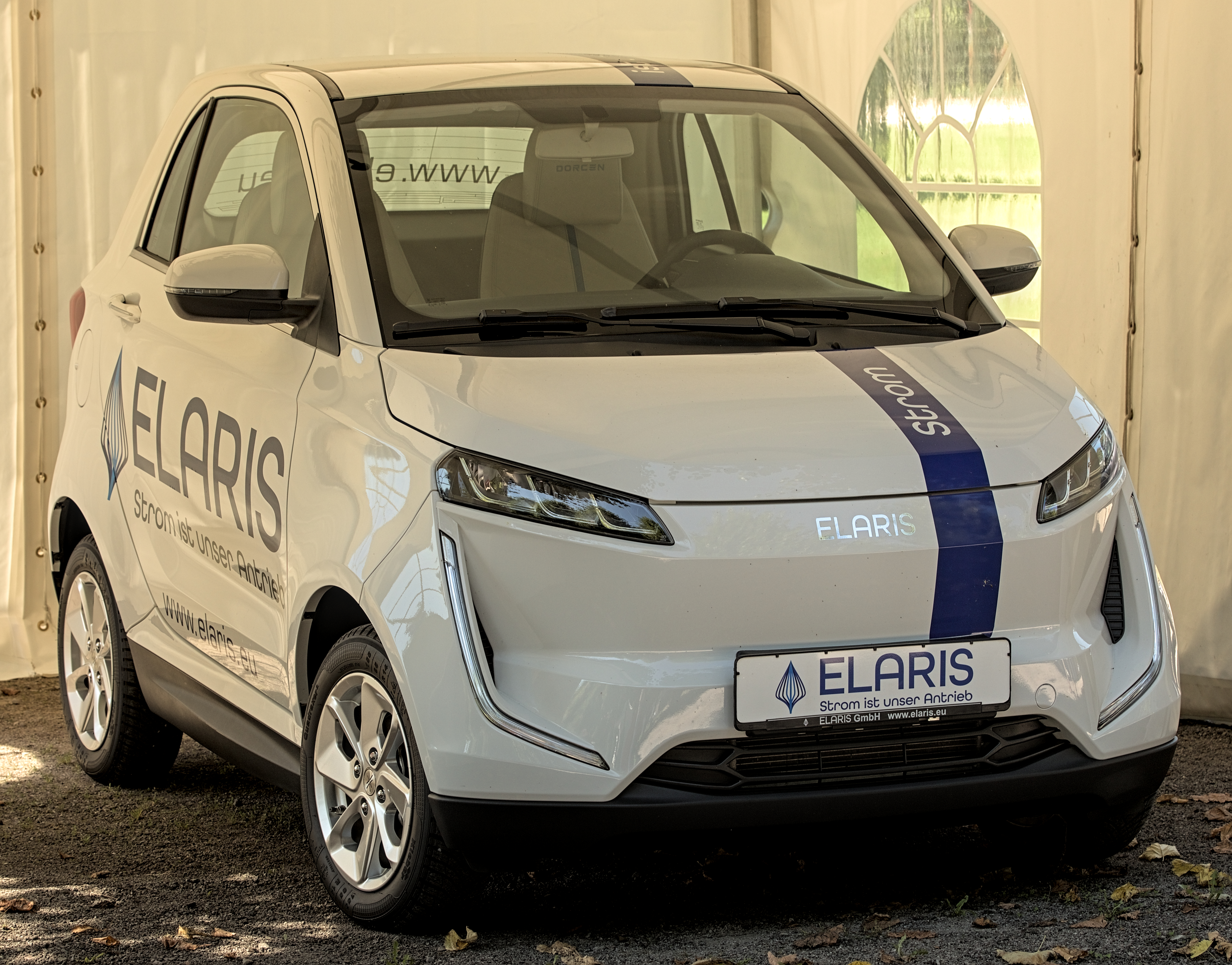
Elaris Finn
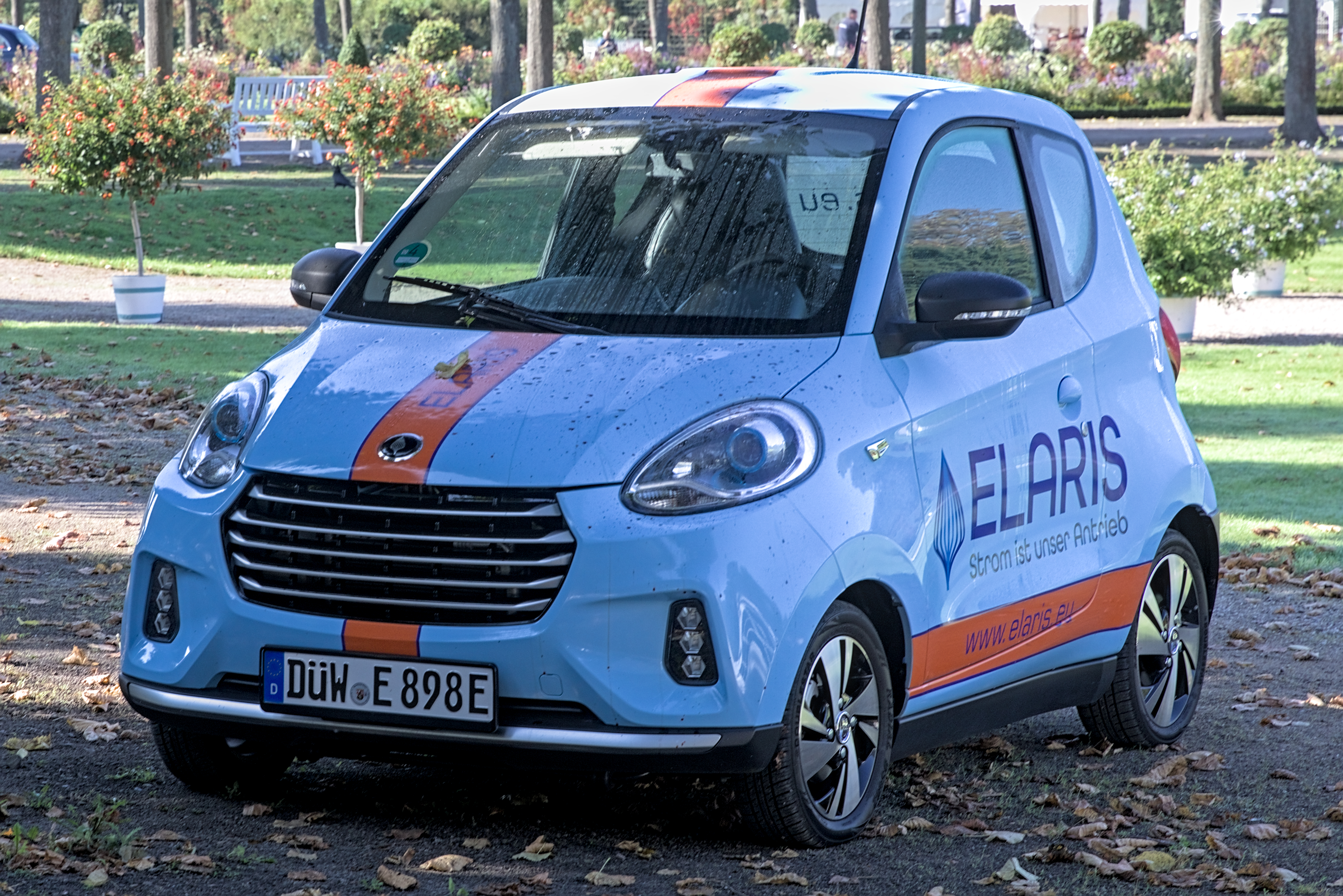
Elaris Pio
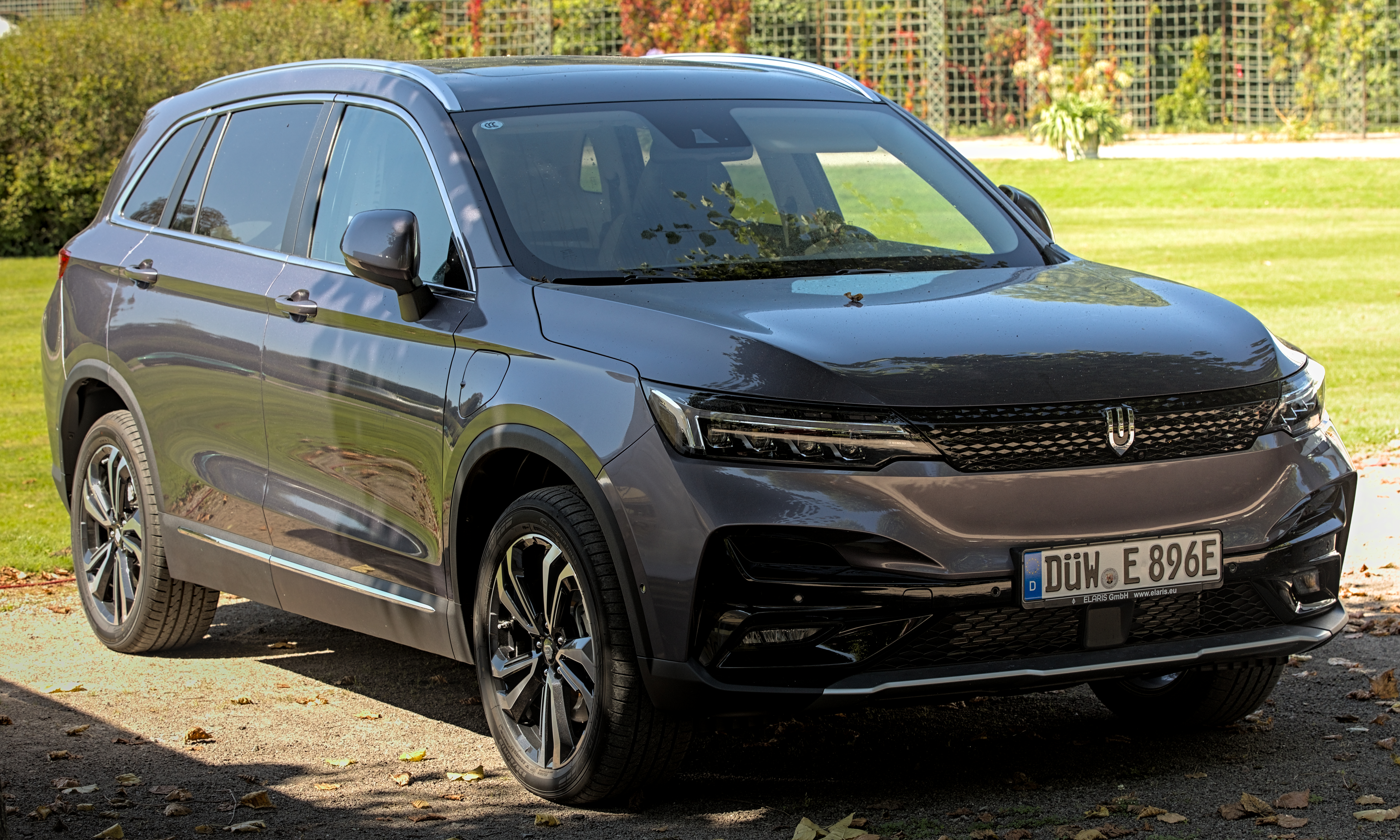
Elaris Beo

## Zulassungszahlen in China
2018 wurden 8.156 Neuwagen dieser Marke in China zugelassen. Im Folgejahr waren es 36.534, 2020 8.097 und 2021 892.
| Jahr                             |      |  | Stück  |        |
| 2018                             | 2018 |  | 8.156  | 8.156  |
| 2019                             | 2019 |  | 36.534 | 36.534 |
| 2020                             | 2020 |  | 8.097  | 8.097  |
| 2021                             | 2021 |  | 892    | 892    |
| 2022                             | 2022 |  | 100    | 100    |
| Verkaufszahlen in China, Quelle: |      |  |        |        |